# Ionuț Nedelcearu
Ionuț Nedelcearu est un footballeur international roumain né le 25 avril 1996 à Bucarest. Il évolue au poste de défenseur à l'Akron Togliatti.

## Biographie

### Carrière en club

#### Dinamo Bucarest (2013-2018)
Natif de Bucarest, Nedelcearu intègre le centre de formation du club du Dinamo à l'âge de sept ans. Il y fait ses débuts professionnels à l'âge de 17 ans le 31 octobre 2013 lors d'un match de Coupe de Roumanie contre le Chindia Târgoviște avant d'effectuer sa première apparition en championnat le 13 décembre suivant contre le Poli Timișoara. S'imposant progressivement au sein de la défense bucarestoise, il inscrit son premier but le 28 octobre 2015 lors d'un match de coupe face au Pandurii Târgu Jiu, rencontre où il inscrit également un but contre son camp qui n'empêche pas son équipe de l'emporter 3-2.
Sous les couleurs rouge et blanches, il atteint notamment la finale de la Coupe de Roumanie en 2016, perdue aux tirs au but face au CFR Cluj, avant de remporter la Coupe de la Ligue dès l'année suivante face au Poli Timișoara. Il fait ses débuts européens lors de l'édition 2017-2018 de la Ligue Europa en prenant part aux deux matchs de qualification du Dinamo face à l'Athletic Bilbao.

#### FK Oufa (2018-2020)
Nedelcearu rejoint l'équipe russe du FK Oufa à la mi-février 2018. Titularisé tout de suite au sein de la défense, il aide ainsi son équipe à atteindre la sixième place du championnat et à se qualifier pour la Ligue Europa pour la première fois de son histoire.

#### AEK Athènes (2020-2021)
Le 5 octobre 2020, il a signé un contrat de quatre ans avec le club grec AEK Athènes.

### Carrière internationale
Régulièrement appelé avec les équipes de jeunes, Nedelcearu prend notamment part aux éliminatoires des Euros espoirs de 2017 et de 2019 sous le maillot de la sélection espoirs. À cet effet, il inscrit un but contre le Pays de Galles en novembre 2015.
Nedelcearu fait ses débuts avec la sélection roumaine lors d'un match amical contre la Suède le 27 mars 2018, entrant à la place de Dragoș Grigore pour les dernières minutes de la rencontre. Il est ensuite titularisé dès la rencontre suivante face au Chili le 31 mai suivant. Il dispute son premier match de compétition le 14 octobre 2018, jouant la deuxième mi-temps de la rencontre contre la Serbie dans le cadre de la Ligue des nations, qui se termine sur un score nul et vierge.
Il est retenu dans la liste des 26 joueurs roumains du sélectionneur Edward Iordănescu pour participer à l'Euro 2024.

## Statistiques
| Saison                | Club                  | Championnat           | Championnat | Championnat | Coupe(s) nationale(s) | Coupe(s) nationale(s) | Compétition(s) continentale(s) | Compétition(s) continentale(s) | Compétition(s) continentale(s) | Total | Total |
| Saison                | Club                  | Division              | M.          | B.          | M.                    | B.                    | Comp.                          | M.                             | B.                             | M.    | B.    |
| 2013-2014             | Dinamo Bucarest       | Liga I                | 1           | 0           | 1                     | 0                     | -                              | -                              | -                              | 2     | 0     |
| 2014-2015             | Dinamo Bucarest       | Liga I                | 13          | 0           | 4                     | 0                     | -                              | -                              | -                              | 17    | 0     |
| 2015-2016             | Dinamo Bucarest       | Liga I                | 21          | 0           | 7                     | 1                     | -                              | -                              | -                              | 28    | 1     |
| 2016-2017             | Dinamo Bucarest       | Liga I                | 33          | 3           | 6                     | 0                     | -                              | -                              | -                              | 39    | 3     |
| 2017-2018             | Dinamo Bucarest       | Liga I                | 21          | 2           | 2                     | 0                     | C3                             | 2                              | 0                              | 25    | 2     |
| Sous-total            | Sous-total            | Sous-total            | 89          | 5           | 20                    | 1                     | -                              | 2                              | 0                              | 111   | 6     |
| 2017-2018             | FK Oufa               | Premier-Liga          | 10          | 0           | -                     | -                     | -                              | -                              | -                              | 10    | 0     |
| 2018-2019             | FK Oufa               | Premier-Liga          | 28          | 1           | -                     | -                     | C3                             | 6                              | 0                              | 34    | 1     |
| 2019-2020             | FK Oufa               | Premier-Liga          | 20          | 0           | 1                     | 0                     | -                              | -                              | -                              | 21    | 0     |
| 2020-2021             | FK Oufa               | Premier-Liga          | 9           | 0           | 1                     | 0                     | -                              | -                              | -                              | 10    | 0     |
| Sous-total            | Sous-total            | Sous-total            | 67          | 1           | 2                     | 0                     | -                              | 6                              | 0                              | 75    | 1     |
| 2020-2021             | AEK Athènes           | Super League          | 18+7        | 1+0         | 4                     | 0                     | C3                             | 6                              | 0                              | 35    | 1     |
| 2021-2022             | FC Crotone            | Serie B               | 34          | 2           | 2                     | 0                     | -                              | -                              | -                              | 36    | 2     |
| 2022-2023             | Palerme FC            | Serie B               | 36          | 0           | 1                     | 0                     | -                              | -                              | -                              | 37    | 0     |
| 2023-2024             | Palerme FC            | Serie B               | 21          | 2           | -                     | -                     | -                              | -                              | -                              | 21    | 2     |
| 2024-2025             | Palerme FC            | Serie B               | 9           | 0           | 1                     | 0                     | -                              | -                              | -                              | 10    | 0     |
| Sous-total            | Sous-total            | Sous-total            | 66          | 2           | 2                     | 0                     | -                              | -                              | -                              | 68    | 2     |
| Total sur la carrière | Total sur la carrière | Total sur la carrière | 281         | 9           | 30                    | 1                     | -                              | 14                             | 0                              | 325   | 10    |

## Palmarès
Dinamo Bucarest
- Finaliste de la Coupe de Roumanie en 2016.
- Vainqueur de la Coupe de la Ligue en 2017.